# Stick it to the Man!
Stick it to the Man! es un videojuego de acción y de aventura de un jugador desarrollado por Zoink! y editado por Ripstone. Fue lanzado para PlayStation 3, aunque actualmente está disponible para PlayStation Vita y PlayStation 4.
Debido a que el videojuego recibió aproximadamente un total de 1.2 millones de descargas para la plataforma de PlayStation, la comunidad de Xbox recibió numerosas solicitudes para que saliera a la venta en Xbox ONE, y así se hizo. Como trato especial para la comunidad de Xbox, éstos le ofrecioron unas mejoras para el videojuego.

## Jugabilidad
El videojuego se compone de diez capítulos, con una duración aproximada de 4 o 5 horas.

## Trama
El protagonista es Ray, un personaje al que, estando inconsciente durante un accidente, se le instala un alienígena en su cerebro ganando así poderes telepáticos. Una organización secreta acabará persiguiendo a Ray, que huirá a través de su propio cerebro, un manicomio y una estación espacial, entre otros lugares.

## Recepción
El videojuego fue calificado dentro del género humor. Recibió una puntuación total de 8.5/10. Particularmente recibió una puntuación de 8.5 en gráficos, 9 en sonido, 7.5 en la jugabilidad y 9 en diversión. El modo de juego es muy repetitivo, ya que se realiza las mismas acciones durante todos los capítulos.
Fue clasificado entre los 72 mejores videojuegos de PC de 2013, con una puntuación de los usuarios de 7.2 sobre 10.